# 里约达斯安塔斯
里约达斯安塔斯是巴西圣卡塔琳娜州的一个市镇。总面积319平方公里，总人口6407人，人口密度20.1人/平方公里。